# Nederlandse Rode lijst (paddenstoelen F t/m J)
De Rode Lijst voor paddenstoelen was voorheen opgenomen in het besluit Rode Lijst paddenstoelen en nu in het besluit Rode Lijsten.
De Rode Lijsten worden regelmatig, bijvoorbeeld eens in de 10 jaar, bijgewerkt. Minister Veerman van Landbouw, Natuur en Voedselkwaliteit heeft op 5 november 2004 de nieuwe Rode Lijsten voor bedreigde dier- en plantensoorten vastgesteld. De Rode Lijst voor paddenstoelen is zeer uitgebreid en er staan nu 1648 soorten paddenstoelen op.
De naamgeving van de soorten is aangepast. Er zijn zes soorten geschrapt, omdat ze niet aan de criteria voor plaatsing op de Rode Lijst voldoen. Het betreft de soorten Hydnangium carneum, Lycoperdon marginatum, Tuber excavatum, Typhula variabilis, Xylaria digitata en Xylobolus frustulatus.
Op de Rode Lijsten staan, naast de bedreigde soorten, beschermingsmaatregelen om deze soorten weer in aantal te laten toenemen. Doordat overheden en terreinbeherende organisaties bij hun beleid en beheer rekening houden met de Rode Lijsten, wordt gehoopt dat van de nu bedreigde organismen er over tien jaar een aantal niet meer bedreigd zal zijn en dus van de Rode lijst afgevoerd kunnen worden.

## Categorieën
Er worden acht categorieën onderscheiden:
- uitgestorven op wereldschaal
- in het wild uitgestorven op wereldschaal
- verdwenen uit Nederland
- in het wild verdwenen uit Nederland
- ernstig bedreigd
- bedreigd
- kwetsbaar
- gevoelig

## De soorten op de Rode Lijst van 2004
- Nederlandse Rode lijst (paddenstoelen A t/m E)
- Nederlandse Rode lijst (paddenstoelen K t/m O)
- Nederlandse Rode lijst (paddenstoelen P t/m T)
- Nederlandse Rode lijst (paddenstoelen U t/m W)
- Nederlandse Rode lijst (paddenstoelen X t/m eind)

|                                 |                                 |                  |  |
| F                               |                                 |                  |  |
| Fijnbehaarde satijnzwam         | Entoloma fuscotomentosum        | gevoelig         |  |
| Fijne poria                     | Oxyporus obducens               | bedreigd         |  |
| Fijngegordelde melkzwam         | Lactarius insulsus              | bedreigd         |  |
| Fijngeschubde aardtong          | Geoglossum fallax               | bedreigd         |  |
| Fijngestreepte satijnzwam       | Entoloma cryptocystidiatum      | verdwenen        |  |
| Fijnschubbige boleet            | Suillus variegatus              | bedreigd         |  |
| Fijnschubbige bundelzwam        | Pholiota lucifera               | kwetsbaar        |  |
| Fijnschubbige elzenzompzwam     | Alnicola subconspersa           | kwetsbaar        |  |
| Fijnschubbige gordijnzwam       | Cortinarius psammocephalus      | kwetsbaar        |  |
| Fijnschubbige parasolzwam       | Lepiota echinacea               | kwetsbaar        |  |
| Fijnschubbige ridderzwam        | Tricholoma imbricatum           | bedreigd         |  |
| Fijnschubbige satijnzwam        | Entoloma jubatum                | bedreigd         |  |
| Fijnschubbige schijncantharel   | Hygrophoropsis fuscosquamula    | gevoelig         |  |
| Fijnschubbige trechterzwam      | Clitocybe squamulosa            | gevoelig         |  |
| Fijnstekelige ridderhoed        | Porpoloma spinulosum            | verdwenen        |  |
| Fijnvezelige boschampignon      | Agaricus fuscofibrillosus       | gevoelig         |  |
| Fluweelleemhoed                 | Agrocybe putaminum              | kwetsbaar        |  |
| Fluwelige stekelzwam            | Hydnellum spongiosipes          | bedreigd         |  |
| Fluwelige wortelzwam            | Xerula pudens                   | ernstig bedreigd |  |
| Fors porfierzwammetje           | Pseudobaeospora frieslandica    | ernstig bedreigd |  |
| Forse aardster                  | Geastrum coronatum              | kwetsbaar        |  |
| Forse anijschampignon           | Agaricus macrocarpus            | bedreigd         |  |
| Forse dennengordijnzwam         | Cortinarius bovinus             | ernstig bedreigd |  |
| Forse melkzwam                  | Lactarius trivialis             | ernstig bedreigd |  |
| Forse veldridderzwam            | Melanoleuca tabularis           | gevoelig         |  |
| Forse vezelkop                  | Inocybe oblectabilis            | kwetsbaar        |  |
| Fraai donsvoetje                | Tubaria praestans               | gevoelig         |  |
| Fraaie gifgordijnzwam           | Cortinarius orellanoides        | gevoelig         |  |
| Fraaie gordijnzwam              | Cortinarius calochrous          | verdwenen        |  |
| Fraaie houttrechterzwam         | Ossicaulis lignatilis           | kwetsbaar        |  |
| Fraaie knotszwam                | Clavulinopsis laeticolor        | kwetsbaar        |  |
| Fraaie koraalzwam               | Ramaria formosa                 | ernstig bedreigd |  |
| Fraaie satijnzwam               | Entoloma lepidissimum           | gevoelig         |  |
| Fraaie stekelkorstzwam          | Mycoaciella bispora             | gevoelig         |  |
| Fraaie stekelzwam               | Sarcodon lepidus                | ernstig bedreigd |  |
| Franjeamaniet                   | Amanita strobiliformis          | bedreigd         |  |
| Franjekorsttrechtertje          | Cotylidia undulata              | bedreigd         |  |
| Franjevezelkop                  | Inocybe appendiculata           | gevoelig         |  |
| Franjevloksteeltje              | Flammulaster muricatus          | bedreigd         |  |
|                                 |                                 |                  |  |
| G                               |                                 |                  |  |
| Gaffeltandfranjehoed            | Psathyrella dicrani             | kwetsbaar        |  |
| Gazonrussula                    | Russula anatina                 | bedreigd         |  |
| Geaderde kluifzwam              | Helvella fusca                  | kwetsbaar        |  |
| Geaderde satijnzwam             | Entoloma kitsii                 | ernstig bedreigd |  |
| Gebocheld mosklokje             | Galerina gibbosa                | ernstig bedreigd |  |
| Gebochelde wasplaat             | Hygrocybe konradii              | kwetsbaar        |  |
| Gebundelde champignonparasol    | Leucoagaricus bresadolae        | gevoelig         |  |
| Gedrongen hazenoor              | Otidea cochleata                | ernstig bedreigd |  |
| Gedrongen satijnzwam            | Entoloma gerriae                | gevoelig         |  |
| Gedrongen witsteelfranjehoed    | Psathyrella hydrophiloides      | gevoelig         |  |
| Geel varkensoor                 | Flavoscypha cantharellus        | verdwenen        |  |
| Geel zandbekertje               | Kotlabaea deformis              | gevoelig         |  |
| Geelbruine duinvezelkop         | Inocybe dunensis                | gevoelig         |  |
| Geelbruine knobbelspoorvezelkop | Inocybe undulatospora           | gevoelig         |  |
| Geelbruine plaatjeshoutzwam     | Gloeophyllum sepiarium          | kwetsbaar        |  |
| Geelbruine sapsteel             | Hydropus subalpinus             | gevoelig         |  |
| Geelbruine satijnzwam           | Entoloma lividoalbum            | gevoelig         |  |
| Geelcellige poederparasol       | Cystolepiota cystidiosa         | gevoelig         |  |
| Geelgerande franjezwam          | Thelephora atrocitrina          | verdwenen        |  |
| Geelnetboleet                   | Boletus appendiculatus          | ernstig bedreigd |  |
| Geelplaatparasolzwam            | Lepiota xanthophylla            | gevoelig         |  |
| Geelplaatstaalsteeltje          | Entoloma xanthochroum           | gevoelig         |  |
| Geelroze vezeltruffel           | Rhizopogon luteorubescens       | bedreigd         |  |
| Geelschubbige satijnchampignon  | Agaricus xantholepis            | gevoelig         |  |
| Geelschubbige vezelkop          | Inocybe muricellata             | bedreigd         |  |
| Geelsteelmycena                 | Mycena renati                   | bedreigd         |  |
| Geelsteelsatijnzwam             | Entoloma xanthocaulon           | bedreigd         |  |
| Geeltepelsatijnzwam             | Entoloma cuneatum               | gevoelig         |  |
| Geelverkleurende satijnzwam     | Entoloma moserianum             | kwetsbaar        |  |
| Geelvoetfranjehoed              | Psathyrella cotonea             | bedreigd         |  |
| Geelvoetwasplaat                | Hygrocybe flavipes              | bedreigd         |  |
| Geelwrattige amaniet            | Amanita franchetii              | bedreigd         |  |
| Gegordelde beukengordijnzwam    | Cortinarius bivelus             | ernstig bedreigd |  |
| Gekartelde trilzwam             | Exidia repanda                  | gevoelig         |  |
| Gekroesde melkzwam              | Lactarius acerrimus             | gevoelig         |  |
| Gelaagde poria                  | Perenniporia medulla-panis      | gevoelig         |  |
| Gelaarsde gordijnzwam           | Cortinarius torvus              | bedreigd         |  |
| Gele dwergpegelzwam             | Mucronella flava                | gevoelig         |  |
| Gele galgordijnzwam             | Cortinarius vibratilis          | bedreigd         |  |
| Gele grondkorstzwam             | Stereopsis vitellina            | verdwenen        |  |
| Gele houtridderzwam             | Tricholomopsis decora           | gevoelig         |  |
| Gele kleefparasol               | Limacella ochraceolutea         | gevoelig         |  |
| Gele kleibosgordijnzwam         | Cortinarius coalescens          | gevoelig         |  |
| Gele knotszwam                  | Clavulinopsis helveola [s.s.]   | kwetsbaar        |  |
| Gele kratertruffel              | Pachyphloeus conglomeratus      | gevoelig         |  |
| Gele moeraszwavelkop            | Psilocybe ericaeoides           | bedreigd         |  |
| Gele pelargoniumvezelkop        | Inocybe pelargonium             | kwetsbaar        |  |
| Gele ridderzwam                 | Tricholoma equestre             | bedreigd         |  |
| Gele ringboleet                 | Suillus grevillei               | kwetsbaar        |  |
| Gele satijnzwam                 | Entoloma formosum               | gevoelig         |  |
| Gele steelbekerzwam             | Arpinia luteola                 | gevoelig         |  |
| Gele stekelzwam                 | Hydnum repandum [s.s.]          | bedreigd         |  |
| Gele wasplaat                   | Hygrocybe chlorophana [s.s.]    | kwetsbaar        |  |
| Gele witsteelvezelkop           | Inocybe auricoma                | ernstig bedreigd |  |
| Gele wortelbekerzwam            | Sowerbyella radiculata          | gevoelig         |  |
| Gele zijdetruffel               | Hymenogaster luteus             | gevoelig         |  |
| Gelige bovist                   | Bovista colorata                | verdwenen        |  |
| Gelige leemhoed                 | Agrocybe vervacti               | kwetsbaar        |  |
| Gelobde franjehoed              | Psathyrella reticulata          | gevoelig         |  |
| Gemarmerde schijnridderzwam     | Lepista rickenii                | kwetsbaar        |  |
| Genavelde cystidesatijnzwam     | Entoloma cocles                 | gevoelig         |  |
| Gepeperde melkzwam              | Lactarius piperatus [s.s.]      | ernstig bedreigd |  |
| Geplooide brandplekbekerzwam    | Peziza atrospora                | verdwenen        |  |
| Geraniumrussula                 | Russula pelargonia              | kwetsbaar        |  |
| Geribbelde satijnzwam           | Entoloma undatum                | kwetsbaar        |  |
| Geribde kluifzwam               | Helvella costifera              | bedreigd         |  |
| Gerimpeld mosoortje             | Arrhenia retiruga               | gevoelig         |  |
| Gerimpelde mycena               | Mycena corrugans                | gevoelig         |  |
| Gerimpelde russula              | Russula olivacea                | ernstig bedreigd |  |
| Geringd donsvoetje              | Tubaria confragosa              | gevoelig         |  |
| Geringd veenmosklokje           | Galerina stagnina               | verdwenen        |  |
| Geringde franjehoed             | Psathyrella leucotephra         | gevoelig         |  |
| Geringde inktzwam               | Coprinus sterquilinus           | ernstig bedreigd |  |
| Geringde korrelinktzwam         | Coprinus ephemeroides           | gevoelig         |  |
| Geringde vaalhoed               | Hebeloma radicosum              | bedreigd         |  |
| Geschubde boleet                | Strobilomyces strobilaceus      | bedreigd         |  |
| Geschubde stekelzwam            | Sarcodon imbricatus             | ernstig bedreigd |  |
| Gesluierde dame                 | Phallus duplicatus              | verdwenen        |  |
| Gesnavelde porfiersatijnzwam    | Entoloma porphyrofibrillum      | gevoelig         |  |
| Gespikkelde champignonparasol   | Leucoagaricus marriagei         | gevoelig         |  |
| Gespikkelde halminktzwam        | Coprinus tigrinellus            | gevoelig         |  |
| Gespleten franjezwam            | Thelephora anthocephala         | bedreigd         |  |
| Gesteeld mosoortje              | Arrhenia spathulata             | gevoelig         |  |
| Gesteeld veenknoopje            | Sarcoleotia platypus            | verdwenen        |  |
| Gesteelde lakzwam               | Ganoderma lucidum               | kwetsbaar        |  |
| Gesteelde wortelbekerzwam       | Sowerbyella rhenana             | gevoelig         |  |
| Gestippeld taaisteeltje         | Mycenella rubropunctata         | gevoelig         |  |
| Gestreept oorzwammetje          | Crepidotus applanatus           | bedreigd         |  |
| Gestreept veenmostrechtertje    | Omphalina philonotis            | bedreigd         |  |
| Gestreepte satijnzwam           | Entoloma subradiatum            | kwetsbaar        |  |
| Gestreepte schorsmycena         | Mycena mirata                   | kwetsbaar        |  |
| Gestreepte sneeuwvloksatijnzwam | Entoloma olorinum               | gevoelig         |  |
| Getande kaaszwam                | Spongipellis pachyodon          | kwetsbaar        |  |
| Geurende gordijnzwam            | Cortinarius anserinus           | verdwenen        |  |
| Geurende schijncantharel        | Hygrophoropsis morganii         | verdwenen        |  |
| Geurende vezelkop               | Inocybe bongardii               | bedreigd         |  |
| Geurende wasplaat               | Hygrocybe russocoriacea         | bedreigd         |  |
| Geurige zompzwam                | Alnicola suavis                 | bedreigd         |  |
| Geurloze bosbrandvlamhoed       | Gymnopilus decipiens            | gevoelig         |  |
| Geurloze collybia               | Collybia inodora                | bedreigd         |  |
| Geurloze vezelkop               | Inocybe inodora                 | kwetsbaar        |  |
| Gevlekte franjehoed             | Psathyrella maculata            | gevoelig         |  |
| Gevlekte hertentruffel          | Elaphomyces maculatus           | bedreigd         |  |
| Gevlekte knolvezelkop           | Inocybe pseudohiulca            | kwetsbaar        |  |
| Gevlekte mycena                 | Mycena maculata                 | gevoelig         |  |
| Gevlekte russula                | Russula maculata                | bedreigd         |  |
| Gevlekte truffel                | Tuber maculatum                 | bedreigd         |  |
| Geweicelkorstzwam               | Dichostereum effuscatum         | gevoelig         |  |
| Gewimperde aardster             | Geastrum fimbriatum             | kwetsbaar        |  |
| Gewimperde melkzwam             | Lactarius resimus               | verdwenen        |  |
| Gewolkte russula                | Russula brunneoviolacea         | bedreigd         |  |
| Gewone harpoenzwam              | Hohenbuehelia atrocoerulea      | bedreigd         |  |
| Gewone knolvezelkop             | Inocybe praetervisa             | bedreigd         |  |
| Gewone morielje                 | Morchella esculenta             | bedreigd         |  |
| Gewone zijdetruffel             | Hymenogaster vulgaris           | ernstig bedreigd |  |
| Gewoon brandplekkelkje          | Geopyxis carbonaria             | ernstig bedreigd |  |
| Gewoon houtskoolbekertje        | Anthracobia melaloma            | bedreigd         |  |
| Gewoon sneeuwzwammetje          | Hygrocybe virginea              | kwetsbaar        |  |
| Gewoon varkensoor               | Otidea onotica                  | bedreigd         |  |
| Gewoon veentrechtertje          | Phytoconis ericetorum           | bedreigd         |  |
| Gezellig taaisteeltje           | Mycenella trachyspora           | verdwenen        |  |
| Gezoneerd elfenbankje           | Trametes multicolor             | kwetsbaar        |  |
| Gezoneerde stekelzwam           | Hydnellum concrescens [s.s.]    | bedreigd         |  |
| Gezoneerde vlekplaat            | Panaeolus subbalteatus          | kwetsbaar        |  |
| Giftige gordijnzwam             | Cortinarius orellanus [s.s.]    | verdwenen        |  |
| Giftige satijnzwam              | Entoloma sinuatum               | gevoelig         |  |
| Giftige vezelkop                | Inocybe erubescens              | ernstig bedreigd |  |
| Gipsmycena                      | Hemimycena cucullata            | kwetsbaar        |  |
| Glad dikpootje                  | Squamanita contortipes          | gevoelig         |  |
| Glad vuurzwammetje              | Hygrocybe substrangulata        | gevoelig         |  |
| Gladde groene aardtong          | Microglossum nudipes            | gevoelig         |  |
| Gladde plooiparasol             | Leucocoprinus cygneus           | ernstig bedreigd |  |
| Gladde wolsteelparasolzwam      | Lepiota oreadiformis            | kwetsbaar        |  |
| Gladhoedvezelkop                | Inocybe leiocephala             | kwetsbaar        |  |
| Gladsporig mosbekertje          | Neottiella hetieri              | gevoelig         |  |
| Gladsporig pekzwammetje         | Tephrocybe atrata               | bedreigd         |  |
| Gladsporig sterrenkorstje       | Asterostroma laxum              | gevoelig         |  |
| Gladsporig taaisteeltje         | Mycenella salicina              | gevoelig         |  |
| Gladsporig viooltjesschijfje    | Greletia planchonis             | gevoelig         |  |
| Gladstelige heksenboleet        | Boletus queletii                | kwetsbaar        |  |
| Glanzende houtskoolzwam         | Daldinia vernicosa              | ernstig bedreigd |  |
| Glanzende mycena                | Mycena latifolia                | bedreigd         |  |
| Glanzende ridderzwam            | Tricholoma portentosum          | bedreigd         |  |
| Glanzende satijnzwam            | Entoloma sericeonitens          | verdwenen        |  |
| Glanzende spleetvezelkop        | Inocybe pseudodestricta         | gevoelig         |  |
| Glibberig kaalkopje             | Psilocybe glutinosa             | ernstig bedreigd |  |
| Glimmerige voorjaarssatijnzwam  | Entoloma plebejum               | ernstig bedreigd |  |
| Glinsterende champignonparasol  | Leucoagaricus georginae         | gevoelig         |  |
| Gordelsteelparasolzwam          | Lepiota cingulum                | gevoelig         |  |
| Gordijnparasolzwam              | Lepiota cortinarius             | bedreigd         |  |
| Gouden breeksteeltje            | Conocybe aurea                  | ernstig bedreigd |  |
| Gouden pronkridder              | Calocybe chrysenteron           | ernstig bedreigd |  |
| Gouden vloksteeltje             | Flammulaster limulatus          | gevoelig         |  |
| Goudgele bundelzwam             | Pholiota flammans               | bedreigd         |  |
| Goudgele hertenzwam             | Pluteus leoninus                | kwetsbaar        |  |
| Goudgele koraalzwam             | Ramaria aurea                   | bedreigd         |  |
| Goudgele vezelkop               | Inocybe aurea                   | bedreigd         |  |
| Goudhoed                        | Phaeolepiota aurea              | kwetsbaar        |  |
| Goudplaatzwam                   | Phylloporus pelletieri          | bedreigd         |  |
| Goudporieboleet                 | Boletus impolitus               | bedreigd         |  |
| Goudrandmycena                  | Mycena aurantiomarginata        | kwetsbaar        |  |
| Goudvinkzwam                    | Pholiota astragalina            | kwetsbaar        |  |
| Goudvleesknotszwam              | Clavaria chrysenteron           | verdwenen        |  |
| Granaatbloemwasplaat            | Hygrocybe punicea               | bedreigd         |  |
| Grasvlamhoed                    | Gymnopilus flavus               | bedreigd         |  |
| Grauw veentrechtertje           | Phytoconis velutina             | ernstig bedreigd |  |
| Grauwbruin staalsteeltje        | Entoloma pseudoturci            | kwetsbaar        |  |
| Grauwe barsthoed                | Dermoloma cuneifolium           | kwetsbaar        |  |
| Grauwe cantharel                | Cantharellus cinereus           | verdwenen        |  |
| Grauwe ringboleet               | Suillus laricinus               | ernstig bedreigd |  |
| Grauwe sikkelkoraalzwam         | Clavulinopsis holmskjoldii      | gevoelig         |  |
| Grauwe trechtersatijnzwam       | Entoloma phaeocyathus           | kwetsbaar        |  |
| Grauwe trechterzwam             | Clitocybe trullaeformis         | ernstig bedreigd |  |
| Grauwe wasplaat                 | Hygrocybe unguinosa             | kwetsbaar        |  |
| Grauwe zandvezelkop             | Inocybe impexa                  | verdwenen        |  |
| Grauwgroene parasolzwam         | Lepiota poliochloodes           | gevoelig         |  |
| Grauwroze dennenzwam            | Skeletocutis carneogrisea       | gevoelig         |  |
| Grauwsteelsatijnzwam            | Entoloma resutum                | gevoelig         |  |
| Grauwstelige helmsatijnzwam     | Entoloma solstitiale            | bedreigd         |  |
| Grauwstelige russula            | Russula decolorans [s.s.]       | ernstig bedreigd |  |
| Greppelmelkzwam                 | Lactarius lacunarum             | kwetsbaar        |  |
| Grijs breeksteeltje             | Conocybe moseri                 | gevoelig         |  |
| Grijs leemkelkje                | Tarzetta gaillardiana           | ernstig bedreigd |  |
| Grijs taaisteeltje              | Mycenella margaritispora        | bedreigd         |  |
| Grijsblauwe satijnzwam          | Entoloma griseocyaneum          | kwetsbaar        |  |
| Grijsbruine vezelkop            | Inocybegriseovelata             | kwetsbaar        |  |
| Grijsbruine zalmplaat           | Rhodocybe caelata               | bedreigd         |  |
| Grijsplaatvezelkop              | Inocybe langei                  | gevoelig         |  |
| Grijsvezelige beurszwam         | Volvariella murinella           | bedreigd         |  |
| Grijze bossatijnzwam            | Entoloma griseosinuatum         | verdwenen        |  |
| Grijze champignonparasol        | Leucoagaricus cinerascens       | gevoelig         |  |
| Grijze schijnboleet             | Boletopsis leucomelaena         | ernstig bedreigd |  |
| Grijze vorkplaat                | Cantharellula umbonata          | ernstig bedreigd |  |
| Grijze zijdetruffel             | Hymenogaster arenarius          | gevoelig         |  |
| Groen franjekelkje              | Trichopeziza sericea            | gevoelig         |  |
| Groene aardtong                 | Microglossum viride             | ernstig bedreigd |  |
| Groene berkengordijnzwam        | Cortinarius raphanoides         | gevoelig         |  |
| Groene beukengordijnzwam        | Cortinarius venetus             | verdwenen        |  |
| Groene glibberzwam              | Leotia lubrica                  | kwetsbaar        |  |
| Groene peperrussula             | Russula urens                   | kwetsbaar        |  |
| Groene satijnzwam               | Entoloma versatile              | verdwenen        |  |
| Groengeel trechtertje           | Omphalina grossula              | ernstig bedreigd |  |
| Groenige perenvezelkop          | Inocybe corydalina              | kwetsbaar        |  |
| Groenige vlokinktzwam           | Coprinus piepenbroekii          | verdwenen        |  |
| Groenige wasporia               | Ceriporia viridans              | bedreigd         |  |
| Groenplaatsatijnzwam            | Entoloma chlorophyllum          | verdwenen        |  |
| Groenplaatzwammetje             | Melanophyllum eyrei             | gevoelig         |  |
| Groenschubbige parasolzwam      | Lepiota grangei                 | gevoelig         |  |
| Groensnedemycena                | Mycena viridimarginata          | gevoelig         |  |
| Groensteelsatijnzwam            | Entoloma incanum                | bedreigd         |  |
| Groenverkleurende vezelkop      | Inocybe aeruginascens           | bedreigd         |  |
| Groenvlekkende melkzwam         | Lactarius glaucescens           | verdwenen        |  |
| Groenvoetvezelkop               | Inocybe calamistrata            | bedreigd         |  |
| Groenwordende koraalzwam        | Ramaria abietina                | bedreigd         |  |
| Groezelige knotszwam            | Clavaria subfalcata [s. Maas]   | gevoelig         |  |
| Grofschubbig staalsteeltje      | Entoloma scabrosum              | ernstig bedreigd |  |
| Groot moskussentje              | Pulvinula convexella            | kwetsbaar        |  |
| Grootporiehoutzwam              | Polyporus arcularius            | gevoelig         |  |
| Grootsporig kuddeschijfje       | Pyronema domesticum             | gevoelig         |  |
| Grootsporig staalsteeltje       | Entoloma cyanulum               | gevoelig         |  |
| Grootsporig toverkorstje        | Vararia gallica                 | kwetsbaar        |  |
| Grootsporige champignon         | Agaricus macrosporus            | kwetsbaar        |  |
| Grootsporige donsinktzwam       | Coprinus sassii                 | verdwenen        |  |
| Grootsporige grauwkop           | Tephrocybe fusispora            | bedreigd         |  |
| Grootsporige schelpsatijnzwam   | Entoloma parasiticum            | gevoelig         |  |
| Grootsporige schijncantharel    | Hygrophoropsis macrospora       | gevoelig         |  |
| Grootsporige truffelknotszwam   | Cordyceps longisegmentis        | bedreigd         |  |
| Grootsporige vezelkop           | Inocybe similis                 | ernstig bedreigd |  |
| Grote aardster                  | Geastrum pectinatum             | bedreigd         |  |
| Grote aderbekerzwam             | Disciotis venosa                | bedreigd         |  |
| Grote berkenrussula             | Russula lundellii               | verdwenen        |  |
| Grote druppelzwam               | Femsjonia pezizaeformis         | gevoelig         |  |
| Grote duinvezelkop              | Inocybe serotina                | kwetsbaar        |  |
| Grote fraaisteelgordijnzwam     | Cortinarius caninus             | ernstig bedreigd |  |
| Grote harpoenzwam               | Hohenbuehelia petaloides        | bedreigd         |  |
| Grote houtbekerzwam             | Peziza varia                    | gevoelig         |  |
| Grote kleefparasol              | Limacella guttata               | bedreigd         |  |
| Grote kop-op-schotel            | Disciseda bovista               | bedreigd         |  |
| Grote moeraszwavelkop           | Pholiota myosotis               | kwetsbaar        |  |
| Grote ruwe aardster             | Geastrum berkeleyi              | gevoelig         |  |
| Grote schotelkluifzwam          | Helvella queletii               | kwetsbaar        |  |
| Grote speldenprikzwam           | Poronia punctata                | bedreigd         |  |
| Grote trechtersatijnzwam        | Entoloma costatum               | ernstig bedreigd |  |
| Grote trechterzwam              | Clitocybe geotropa              | kwetsbaar        |  |
| Grote veenmossatijnzwam         | Entoloma sphagneti              | kwetsbaar        |  |
| Grote vierslippige aardster     | Geastrum fornicatum             | gevoelig         |  |
| Grote vlekplaat                 | Panaeolus speciosus             | gevoelig         |  |
| Grote vleugelspoorkorstzwam     | Lindtneria trachyspora          | ernstig bedreigd |  |
| Grote voorjaarsbekerzwam        | Discina ancilis                 | ernstig bedreigd |  |
| Grote worteltruffel             | Hysterangium crassum            | ernstig bedreigd |  |
| Grove sponstruffel              | Gautieria morchellaeformis      | verdwenen        |  |
| Gulden plooivlies               | Pseudomerulius aureus           | gevoelig         |  |
|                                 |                                 |                  |  |
| H                               |                                 |                  |  |
| Haagbeukboleet                  | Leccinum griseum                | gevoelig         |  |
| Haagbeukgordijnzwam             | Cortinarius olivaceofuscus      | gevoelig         |  |
| Haakcelhoutskoolbekertje        | Anthracobia uncinata            | gevoelig         |  |
| Haarmoszwavelkop                | Psilocybe polytrichi            | ernstig bedreigd |  |
| Hagelwitte satijnzwam           | Entoloma cephalotrichum         | kwetsbaar        |  |
| Halmmatkopje                    | Simocybe reducta                | kwetsbaar        |  |
| Halsdoekridderzwam              | Tricholoma focale               | ernstig bedreigd |  |
| Hanenkam                        | Cantharellus cibarius           | kwetsbaar        |  |
| Harig kaalkopje                 | Psilocybe puberula              | verdwenen        |  |
| Harig mosklokje                 | Galerina caulocystidiata        | gevoelig         |  |
| Harige knoopzwam                | Desmazierella acicola [perfect] | ernstig bedreigd |  |
| Harige manteltruffel            | Genea hispidula                 | ernstig bedreigd |  |
| Harige plooitruffel             | Stephensia bombycina            | kwetsbaar        |  |
| Harige satijnzwam               | Entoloma hirtum                 | gevoelig         |  |
| Harsige taaiplaat               | Lentinus adhaerens              | kwetsbaar        |  |
| Harstandzwam                    | Dacryobolus sudans              | verdwenen        |  |
| Hazelaarhoutzwam                | Dichomitus campestris           | gevoelig         |  |
| Hazelhoenchampignon             | Agaricus phaeolepidotus         | gevoelig         |  |
| Heideaardster                   | Geastrum schmidelii             | bedreigd         |  |
| Heidekleefsteelmycena           | Mycena pelliculosa              | kwetsbaar        |  |
| Heideknotszwam                  | Clavaria argillacea             | bedreigd         |  |
| Heidezwavelkop                  | Psilocybe ericaea               | bedreigd         |  |
| Helmharpoenzwam                 | Hohenbuehelia culmicola         | gevoelig         |  |
| Helmsatijnzwam                  | Entoloma infula                 | kwetsbaar        |  |
| Helmstropharia                  | Psilocybe halophila             | gevoelig         |  |
| Holsteelboleet                  | Boletinus cavipes               | bedreigd         |  |
| Holsteelfranjehoed              | Psathyrella casca               | verdwenen        |  |
| Holsteelgordijnzwam             | Cortinarius cavipes             | gevoelig         |  |
| Honingbruine gordijnzwam        | Cortinarius melleopallens       | verdwenen        |  |
| Honinggordijnzwam               | Cortinarius allutus             | kwetsbaar        |  |
| Honingrussula                   | Russula melliolens              | gevoelig         |  |
| Honingwasplaat                  | Hygrocybe reidii                | bedreigd         |  |
| Hoogveenmosklokje               | Galerina sphagnorum             | kwetsbaar        |  |
| Hooilandsatijnzwam              | Entoloma calthionis             | gevoelig         |  |
| Hooilandwasplaat                | Hygrocybe aurantioviscida       | gevoelig         |  |
| Hoorn van overvloed             | Craterellus cornucopioides      | ernstig bedreigd |  |
| Hoornsteeltaailing              | Marasmius cohaerens             | kwetsbaar        |  |
| Houtboleet                      | Pulveroboletus lignicola        | gevoelig         |  |
| Houtskooltrechtertje            | Fayodia anthracobia             | verdwenen        |  |
| Hulsttaailing                   | Marasmius hudsonii              | verdwenen        |  |
|                                 |                                 |                  |  |
| I                               |                                 |                  |  |
| Iepenbuisjeszwam                | Rigidoporus ulmarius            | gevoelig         |  |
| Indigoboleet                    | Gyroporus cyanescens            | bedreigd         |  |
| Inktviszwam                     | Clathrus archeri                | gevoelig         |  |
| Ivoorboleet                     | Suillus placidus                | verdwenen        |  |
| Ivoorinktzwam                   | Coprinus extinctorius           | ernstig bedreigd |  |
| Ivoorkoraaltje                  | Ramariopsis kunzei [s.s.]       | bedreigd         |  |
| Ivoormycena                     | Mycena laevigata                | gevoelig         |  |
| Ivoorvezelkop                   | Inocybe fibrosoides             | kwetsbaar        |  |
| Ivoorzwam                       | Hygrophorus eburneus            | ernstig bedreigd |  |
| Izabelkleurig pelsbekertje      | Tricharina gilva                | gevoelig         |  |
|                                 |                                 |                  |  |
| J                               |                                 |                  |  |
| Jeneverbesbekertje              | Pithya cupressina               | gevoelig         |  |
| Jeneverbeskaaszwam              | Oligoporus balsameus            | ernstig bedreigd |  |
| Jeneverbeskorstzwam             | Amylostereum laevigatum         | bedreigd         |  |
| Jeneverbessatijnzwam            | Entoloma juniperinum            | bedreigd         |  |
| Jodoformgordijnzwam             | Cortinarius obtusus [s.s.]      | kwetsbaar        |  |
| Jodoformrussula                 | Russula turci                   | ernstig bedreigd |  |
|                                 |                                 |                  |  |
| K                               |                                 |                  |  |
| Kabouterwasplaat                | Hygrocybe insipida              | kwetsbaar        |  |